# Felipe García Escudero
Felipe Ignacio García Escudero (Sullana, 7 de marzo de 1946) es un abogado, magistrado y docente universitario peruano. Fue ministro de Educación de 1999 a 2000, durante el gobierno de Alberto Fujimori. Fue también rector de la Universidad Nacional Federico Villarreal.

## Biografía
Cursó sus estudios superiores en el CMU Pedro Cerbuna de la Universidad de Zaragoza, donde se graduó de bachiller en Derecho. Posteriormente, se bachilleró en Derecho y Ciencias Políticas y se recibió de abogado en la Universidad Nacional Federico Villarreal, de Lima.
En 1972, tras haber egresado de la universidad, se convirtió en asociado principal del Estudio García & Velarde Abogados. Trabajó en diversas entidades públicas, tales como el Banco Central Hipotecario del Perú, el Fondo Nacional de Vivienda (FONAVI), los Registros Públicos y la Compañía Peruana de Teléfonos.
Se desempeñó como juez en la Corte Superior de Lima y como vocal suplente en la Corte Superior de Justicia del Callao. Ha sido asesor legal externo del Banco de la Nación, del Banco Popular del Perú y de Pesca Perú S.A.
Simultáneamente a su labor de abogado, desde 1974 se ha dedicado a la docencia universitaria, dictando diversas cátedras de Derecho en la Universidad Nacional Federico Villarreal. En 1991 fue nombrado decano de la Facultad de Derecho y Ciencias Políticas. En 1998 pasó a ser presidente de la Comisión Reorganizadora y rector de dicha universidad. En ese mismo año, fue designado miembro de la Comisión Consultiva del Ministerio Público del Perú.
El 6 de enero de 1999, ya en el tramo final del segundo gobierno de Alberto Fujimori, fue nombrado Ministro de Estado en el despacho de Educación. Se mantuvo en dicho cargo hasta el 28 de julio de 2000, cuando culminó el segundo periodo presidencial de Fujimori. Fue sucedido por Federico Salas-Guevara, que al mismo tiempo ejerció como presidente del Consejo de Ministros, durante el que sería el frustrado tercer periodo presidencial de Fujimori.
Es miembro del Colegio de Abogados de Lima, desde 1972; y asociado del Instituto Iberoamericano de Derecho, desde 1994.